# Karol Budweiser
Karol Budweiser (ur. ok. 1824, zm. 21 stycznia 1896 we Lwowie) – drukarz.

## Życiorys
Z pochodzenia był Niemcem. W 1856 roku kilka lat po śmierci Stanisława Gieszkowskiego kupił od spadkobierców jego drukarnię przy ulicy Grodzkiej 55. Działała ona pod szyldem Karol Budweiser i Spółka. W 1863 roku kupił małą drukarnię polową używaną podczas powstania styczniowego w obozie M. Langiewicza. W 1870 roku spłacił wspólnika (pozostawiając mu drukarnię polową, która później trafiła do Drukarni Związkowej) i przeniósł drukarnię do Lwowa. Po jego śmierci drukarnię prowadziła żona Karolina Budweiser. W 1896 roku drukarnia została sprzedana Kazimierzowi Piotrowi Ostaszewskiemu-Barańskiemu.
Był członkiem–założycielem rzemieślniczego Galicyjskiego Stowarzyszenia Głuchoniemych „Nadzieja” we Lwowie.
Drukował nie tylko w języku polskim, ale również niemieckim i hebrajskim. Wydawał dla Towarzystwa Oświaty Ludowej, Centralnego Towarzystwa Kółek Rolniczych ks. S. Stojałowskiego. W latach 1875–1891 „Pszczółkę”, niektóre numery pisma „Wieniec”. W 1886 roku wydał własnym nakładem książkę Dominikanie lwowscy, a w 1887 roku Ustawy i rozporządzenia krajowe.